# Примак, Степан Максимович
Степан Максимович Примак (укр. Степан Максимович Примак; 26 мая 1927, Сулимовка, Прилукский округ — 24 марта 2002, Гребёнка, Полтавская область) — передовик производства, слесарь-автоматчик локомотивного депо Гребёнка Южной железной дороги, Полтавская область, Украинская ССР. Герой Социалистического Труда (1971). Лауреат Государственной премии СССР (1969). Почётный железнодорожник (1971).

## Биография
Родился 26 мая 1927 года в крестьянской семье в селе Сулимовка.
В 1941 году окончил семилетнюю школу в родном селе. После освобождения в 1943 году Полтавской области от немецких захватчиков начал трудиться в колхозе имени Кравченко (с. Сулимовка). С ноября 1944 года работал учеником слесаря-автоматчика в паровозном депо станции Гребёнка Южной железной дороги. С 1948 по 1951 год — срочная военная служба в 16-м отдельном железнодорожном батальоне. В феврале 1952 году возвратился на работу в депо Гребёнка. Работал слесарем-автоматчиком. В 1964 году окончил школу фабричной молодёжи.
Ежегодно перевыполнял производственный план. Внёс несколько рационализаторских предложений, в результате чего значительно повысилась производительность труда. В 1969 году награждён Государственной премии ССР «за разработку и осуществление комплекса мероприятий по научной организации труда». В 1971 году удостоен звания Героя Социалистического Труда «за выдающиеся достижения в выполнении заданий пятилетнего плана перевозок и повышении эффективности использования технических средств железнодорожного транспорта».
Окончил Кременчугский техникум железнодорожного транспорта (1974).
В 1987 году вышел на пенсию.

## Награды
- Государственная премия СССР (1969);
- Медаль «Серп и Молот» (4 мая 1971);
- Орден Ленина (4 мая 1971);
- Орден Трудового Красного Знамени (1966);
- Почётный железнодорожник (1971).